# Williams Rule
Die Williams Rule (dt. etwa Williams-Regel) ist eine in dem Urteil Williams vs. Florida (110 So. 2d 654 [Fla., 1959]) konkretisierte richterrechtliche Beweisregel im US-Strafprozessrecht.

## Bezeichnung
Die Bezeichnung Williams Rule geht zurück auf den Angeklagten Ralph Williams, der 1959 im Bundesstaat Florida wegen Vergewaltigung zum Tod auf dem elektrischen Stuhl verurteilt worden war. Gegen das Urteil hatte er erfolglos Revision eingelegt, weil diesem unzulässige Beweise zugrunde gelegt worden seien. Konkret ging es um die Zulassung einer Zeugenaussage über eine der angeklagten Tat ähnliche Vortat, mit der das Gericht die Geschworenen unzulässig zum Nachteil des Angeklagten beeinflusst habe.

## Rechtsgeschichtliche Einordnung
Die Williams Rule sollte die seit Mitte des 19. Jahrhunderts uneinheitliche Rechtsprechung zur Problematik des similar fact evidence im Common Law vereinheitlichen.
Seit 1849 waren grundsätzlich alle Beweismittel zulässig, es sei denn, sie waren ausschließlich dazu geeignet, dem Angeklagten zur Unehre zu gereichen (sog. bad character exception). Die weitere Rechtsprechung hatte in zahlreichen Einzelfällen weitere Ausnahmen sowie Ausnahmen von den Ausnahmen benannt, so dass letztlich kein klares Regel-Ausnahme-Verhältnis zwischen zulässigen und unzulässigen Beweismitteln mehr erkennbar war.
Diese über 100 Jahre währende Rechtszersplitterung wollte die Williams Rule aufheben. Sie besagt, dass alle relevanten Beweise einschließlich früherer Straftaten in einen Juryprozess eingebracht werden dürfen, solange sie nicht allein dazu dienen, den „schlechten Charakter“ („bad character“) oder die „kriminelle Veranlagung“ („criminal propensity“) des Angeklagten zu belegen und nicht durch Gesetz von der Zulassung ausgeschlossen sind (... the rule ... simply is that evidence of any facts relevant to a material fact in issue except where the sole relevancy is character or propensity of the accused is admissible unless precluded by some specific exception or rule of exclusion).

## Folgen für die Gesetzgebung
Der Kongress von Florida hat die Williamsregel in den Florida Statute sec. 90.404 Abs. (2) lit. (a) aufgenommen.
Der Violent Crime Control and Enforcement Act von 1993 ergänzt die Federal Rules of Evidence insbesondere um die Berücksichtigung von einschlägigen Vorstrafen bei schweren Sexualdelikten. Nicht geregelt ist jedoch, ob auch eingestellte Verfahren und frühere Freisprüche in den Prozess eingeführt werden dürfen.

## Situation in Deutschland
In Deutschland ist die Berücksichtigung von Vorstrafen im Verfahren gegen einen Wiederholungstäter in § 68a StPO (Einschränkung des Fragerechts) sowie § 243 Abs. 5 Satz 3 StPO (Feststellung von Vorstrafen in der Hauptverhandlung) geregelt. Einschlägige Vorstrafen lassen Rückschlüsse auf Motive, Gesinnung und Vorleben des Täters zu und beeinflussen damit die Strafzumessung (§ 46 StGB).
Das Bundeszentralregister erteilt Gerichten und Staatsanwaltschaften auch unbeschränkte Auskünfte (§ 41 Abs. 1 Nr. 1 BZRG). Eine Auskunft aus dem Zentralregister wird in der Regel bereits durch die Staatsanwaltschaft im vorbereitenden Verfahren eingeholt (Ziff. 16 RiStBV).